# 訃報 2000年9月
訃報 2000年9月（ふほう 2000ねん9がつ）では、2000年（平成12年）9月中に物故した、又は物故が報じられた人物についてまとめる。

## （1日 - 15日）

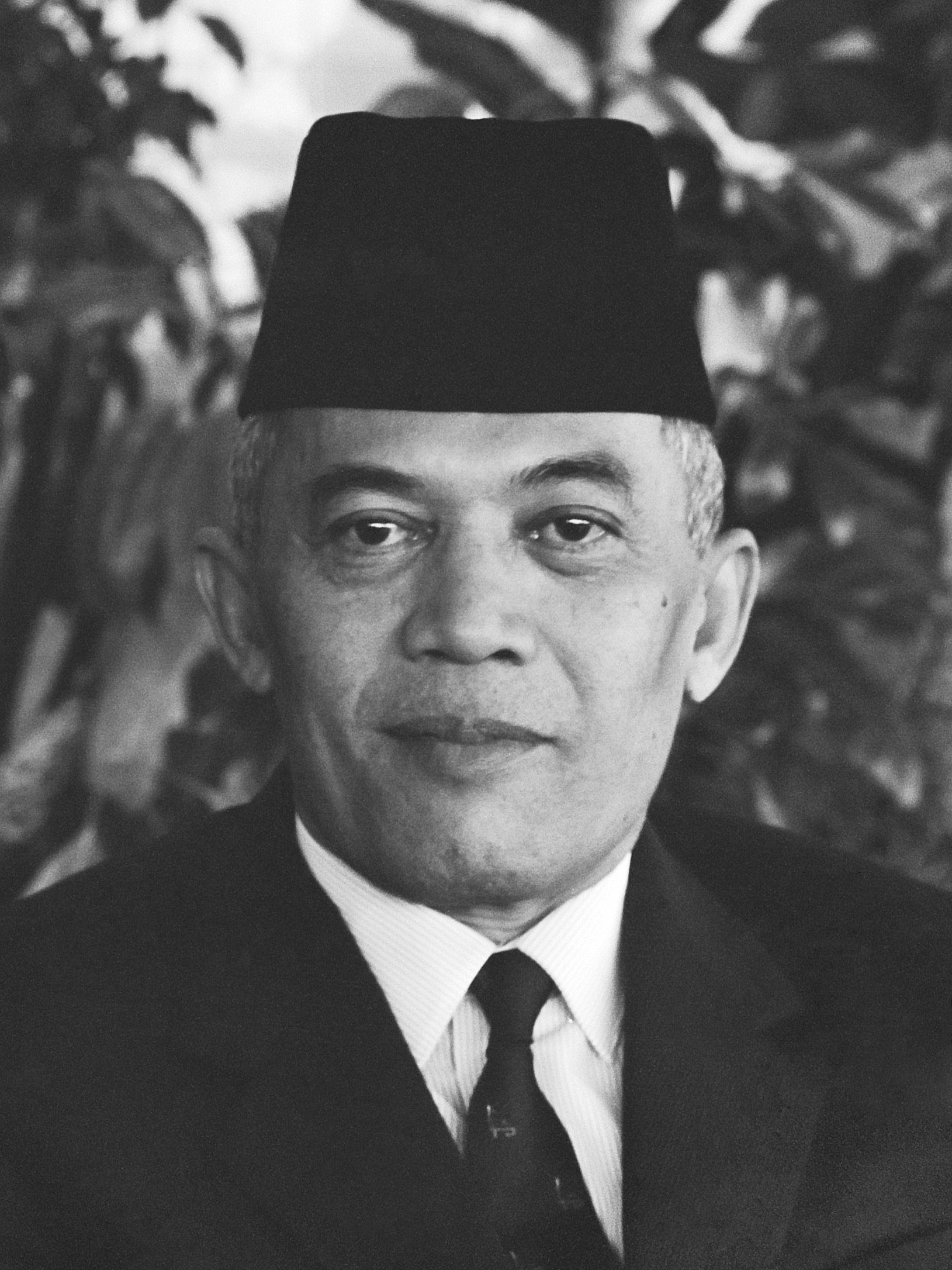
アブドゥル・ハリス・ナスティオン／9月5日没

- 9月1日 - たがわ靖之、漫画家（* 1946年）
- 9月2日 - 千住鎮雄、経営工学者（* 1923年）
- 9月3日 - 青木義朗、俳優（* 1929年）
- 9月5日 - アブドゥル・ハリス・ナスティオン、陸軍軍人（* 1918年）
- 9月5日 - 三根谷徹、言語学者（* 1920年）
- 9月5日 - カルロ・チポラ、経済学者、歴史学者（* 1922年）
- 9月8日 - 栗原益男、東洋史学者（* 1918年）
- 9月8日 - 晴乃パーチク、漫才師（* 1926年）
- 9月9日 - ハーバート・フリードマン、物理学者（* 1916年）
- 9月9日 - 福谷たかし、漫画家（* 1952年）
- 9月11日 - 塩月勝義、プロ野球選手（* 1952年）
- 9月15日 - 三國一朗、司会者、タレント（* 1921年）

## （16日 - 30日）

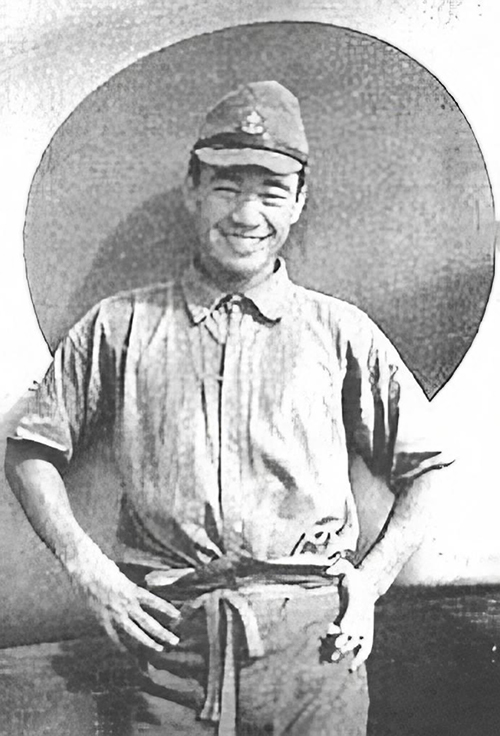
坂井三郎／9月22日没

浪越徳治郎／9月25日没

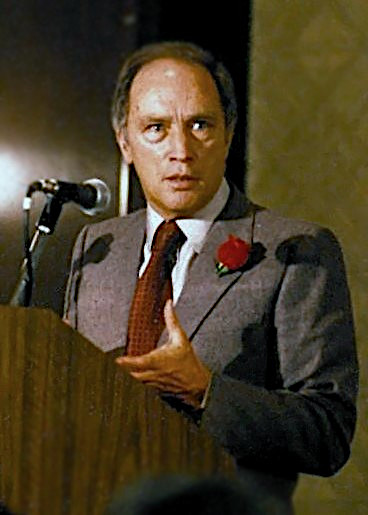
ピエール・トルドー／9月28日没

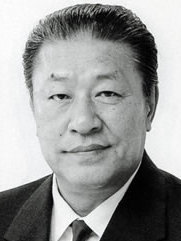
渡辺省一／9月29日没

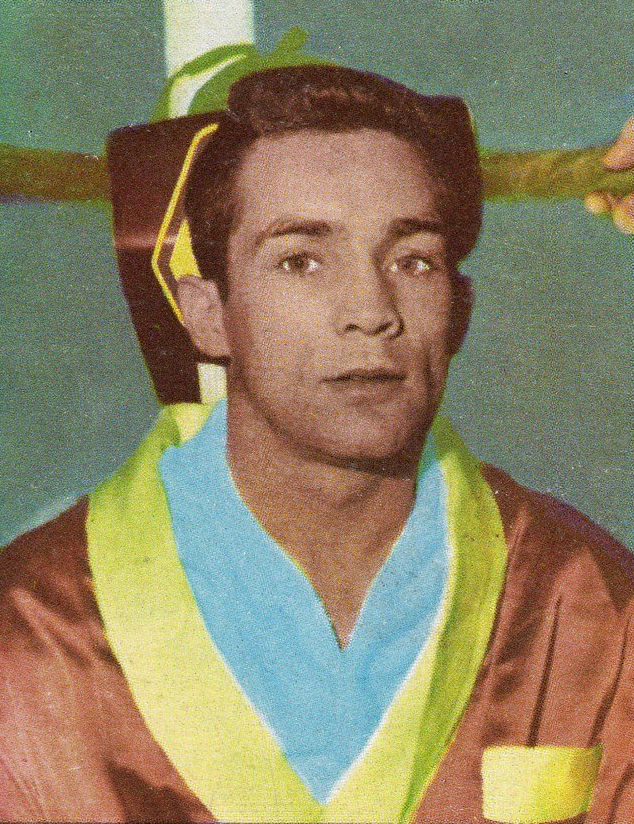
ハワード・ウィンストン／9月30日没

- 9月16日 - 田部輝男、プロ野球選手（* 1916年）
- 9月20日 - 古谷伸、撮影監督（* 1920年)
- 9月20日 - 徳間康快、徳間書店代表取締役社長・映画プロデューサー（* 1921年）
- 9月22日 - 坂井三郎、海軍軍人（* 1916年)
- 9月23日 - 工藤栄一、映画監督（* 1929年）
- 9月24日 - バジル・バーンステイン、社会学者・言語学者（* 1924年）
- 9月24日 - ガブリエル・バンサン、絵本作家（* 1928年）
- 9月25日 - 浪越徳治郎、指圧師（* 1905年）
- 9月28日 - ピエール・トルドー、政治家、元カナダ首相（* 1919年）
- 9月28日 - 津村秀介、小説家（* 1933年）
- 9月29日 - 渡辺省一、政治家、第49代科学技術庁長官（* 1930年）
- 9月30日 - ハワード・ウィンストン、プロボクサー（* 1939年）